# Florø flygplats
Florø flygplats (bokmål: Florø lufthavn, nynorska: Florø lufthamn) är en flygplats belägen söder om staden Florø. Flygplatsen ägs och drivs av Avinor. År 2012 reste 187,148 passagerare via flygplatsen vilket gjorde den till Norges största regionala flygplats. Flygplatsen innehar även en helikopterflygplats som används vid transport av arbetare till oljeplattformar i Nordsjön.

## Historia
Linjer med sjöflygplan började redan på 1930-talet. Landbaserade plan kom först på 1950-talet men det var inte förrän 1956 man började konstruera en ny terminal. Byggarbetet blev dock försenat och färdigställdes inte förrän 1971 efter ett beslut av Stortinget. Heliporten öppnades 1994. Den ursprungliga banan hade en längd av 800 meter men år 2000 förlängde man den till dagens 1300 meter.

## Faciliteter
Avis, Europcar och Hertz står för biluthyrning. Avgiftsbelagd parkering för bil och buss finns utanför terminalen.

## Marktransport
En buss avgår varje timma tio minuter över. Däröver erbjuds taxiservice.